# Sumika Minamoto
Sumika Minamoto (源 純夏?, Minamoto Sumika; Komatsushima, 2 maggio 1979) è un'ex nuotatrice giapponese.

## Carriera
Specializzata nello stile libero, ha vinto la medaglia di bronzo nella staffetta 4x100m misti alle Olimpiadi di Sydney 2000.

## Palmarès
- Giochi olimpici

Sydney 2000: bronzo nella 4x100m misti.
- Mondiali

Perth 1998: bronzo nella 4x100m misti.
- Mondiali in vasca corta

Hong Kong 1999: oro nella 4x100m misti.
- Giochi asiatici

Hiroshima 1994: oro nella 4x100m stile libero, argento nei 50m stile libero e bronzo nei 100m stile libero.
Bangkok 1998: oro nella 4x100m misti, argento nei 100m stile libero e bronzo nei 50m stile libero.
- Giochi PanPacifici

Atlanta 1995: bronzo nei 50m stile libero, nella 4x100m stile libero e nella 4x100m misti.